# Marin Hinkle
Marin Elizabeth Hinkle (Dar es Salaam, Tanzania; 23 de marzo de 1966) es una actriz tanzano-estadounidense. Es conocida por interpretar a Judith Harper-Melnick, la exesposa de Alan Harper en la serie de televisión Two and a Half Men y a Rose Weissman en la aclamada comedia La maravillosa Señora Maisel.

## Primeros años
Hinkle nació en Dar es Salaam. Es hija de Margaret R. Hinkle, una jueza de la Corte Superior de Massachusetts, y de Rodney Hinkle, decano y profesor universitario. Sus padres trabajaban como miembros del Cuerpo de Paz en África cuando Marin nació. A los cuatro meses de vida, sus padres decidieron regresar a Boston, Estados Unidos.
De muy joven quiso estudiar para ser bailarina, un sueño que abandonó a los 16 años de edad cuando se lesionó el tobillo al acabar un baile. Siguió con la idea de estudiar interpretación pero sus padres quisieron que al menos consiguiera acabar sus estudios, antes de estudiar actuación.
Asistió a la Universidad Brown y a la Universidad de Nueva York.
No tardaría en actuar en el Teatro de Nueva York con obras como "Electra y la Tempestad" consiguiendo así sus primeros éxitos.

## Carrera
Hinkle inició su carrera en la telenovela Another World. También interpretó a Judy Brooks en la serie de ABC Once and Again de 1999 a 2002.  
Ha participado como invitada en series de televisión como Spin City, Law & Order: SVU, Without a Trace, ER y House M. D..
Hinkle fue una de las protagonistas en la serie de televisión de CBS, Two and a Half Men, con Charlie Sheen y Jon Cryer, donde interpretaba a Judith, la neurótica exesposa de Alan Harper.
Ha interpretado una serie de papeles menores en películas como I'm Not Rappaport, Frequency, The Next Big Thing, I Am Sam y Dark Blue.
También ha actuado en teatro, por ejemplo en 2005 como Miss Julie. Hinkle también ha participado en películas de suspenso como Quarantine y The Haunting of Molly Hartley.
Actualmente interpreta a Rose Weissman, la madre de la protagonista, en la serie La maravillosa Señora Maisel, papel que le ha concedido varios premios y nominaciones.

## Vida personal
Desde 1998 está casada con Randall Sommer, con el que ha tenido dos hijos.

## Filmografía

### Cine
| Año  | Película                       | Personaje                   | Notas        |
| ---- | ------------------------------ | --------------------------- | ------------ |
| 2024 | Los juegos del amor            | Karen Kirk                  |              |
| 2019 | Jumanji: The Next Level        | Mrs. Gilpin                 |              |
| 2017 | Jumanji: Welcome to the Jungle | Mrs. Gilpin                 |              |
| 2009 | Weather Girl                   | Jane                        |              |
| 2009 | Imagine That                   | Ms. Davis                   |              |
| 2008 | Turn the River                 | Ellen                       |              |
| 2008 | The Haunting of Molly Hartley  | Jane Hartley                |              |
| 2008 | Quarantine                     | Kathy                       |              |
| 2008 | What Just Happened             | Coordinadora de Vanity Fair |              |
| 2007 | The Ex                         | Karen                       |              |
| 2007 | Rails & Ties                   | Renee                       |              |
| 2005 | Who's the Top?                 | Alixe                       | Cortometraje |
| 2002 | Dark Blue                      | Deena Schultz               |              |
| 2002 | The Year That Trembled         | Helen Kerrigan              |              |
| 2001 | I Am Sam                       | Patricia                    |              |
| 2001 | The Next Big Thing             | Shari Lampkin               |              |
| 2001 | Final                          | Sherry                      |              |
| 2000 | Frequency                      | Sissy Clark                 |              |
| 2000 | Killing Cinderella             | Karen                       |              |
| 2000 | Sam the Man                    | Shelly                      |              |
| 1998 | Show & Tell                    | Pea                         |              |
| 1998 | Chocolate for Breakfast        | Amy                         |              |
| 1996 | I'm Not Rappaport              | Hannh                       |              |
| 1996 | Milk & Money                   | Carla                       |              |
| 1996 | Breathing Room                 | Larissa                     |              |
| 1994 | Angie                          | Young Joanne                |              |

### Televisión
| Año       | Título                            | Papel                 | Notas                                     |
| --------- | --------------------------------- | --------------------- | ----------------------------------------- |
| 1999–2002 | Once and Again                    | Judy                  |                                           |
| 2001      | WW3                               | Judy Rosenberg        | Telefilme                                 |
| 2003–2015 | Two and a Half Men                | Judith Harper-Melnick | 73 episodios                              |
| 2004      | ER                                | Kathy                 | Episodio: "Impulse Control"               |
| 2005      | House                             | Naomi Randolph        | Episodio: "Babies & Bathwater"            |
| 2005      | Law & Order: Special Victims Unit | Janice Whitlock       | Episodio: "Raw"                           |
| 2005      | Fielder's Choice                  | Holly                 | Telefilme                                 |
| 2006      | The Book of Daniel                | Nancy                 | Episode: "Revelations"                    |
| 2006      | In Justice                        | Jane McDermott        | Episodio: "Brothers and Sisters"          |
| 2007–2011 | Brothers & Sisters                | Courtney              | 3 episodios                               |
| 2007–2008 | The Sarah Silverman Program       | Rose Silverman        | 3 episodios                               |
| 2008      | My Own Worst Enemy                | Elizabeth Q           | Episodio: "Henry and the Terrible... Day" |
| 2009      | Private Practice                  | Beverly               | Episodio: "Wait and See"                  |
| 2009      | Law & Order                       | Attorney Novelle      | Episodio: "Reality Bites"                 |
| 2010      | Law & Order: Criminal Intent      | Moira Boyle           | Episodio: "Broad Channel"                 |
| 2010      | Army Wives                        | Suzanne               | Episodio: "Mud, Sweat & Tears"            |
| 2012      | Apartment 23                      | Mamá de Chloe         | Actuación especial                        |
| 2013      | Deception                         | Samantha Bowers       | 11 episodios                              |
| 2013      | Missing at 17                     | Callie                | Telefilme                                 |
| 2014–2015 | Madam Secretary                   | Isabelle Barnes       | 8 episodios                               |
| 2014      | The Affair                        | Terapeuta             | Episodio: "7"                             |
| 2014–2015 | Red Band Society                  | Caroline Chota        | 2 episodios                               |
| 2016      | Castle                            | Dr. Rebecca Ellins    | Episodio: "Dead Again"                    |
| 2016–2019 | Speechless                        | Dr. Miller            | 22 episodios                              |
| 2017      | Homeland                          | Christine Lonas       | 6ª temporada, episodios 7,10 y 12         |
| 2017-2023 | La maravillosa Señora Maisel      | Rose Weissman         | 18 episodios                              |
| 2019      | Grey's Anatomy                    | Ashley Cordova        | 1 episodio                                |